# Amancio Amaro
Amancio Amaro Varela (ur. 16 października 1939 w A Coruni, zm. 21 lutego 2023 w Madrycie) – hiszpański piłkarz.

## Kariera
W sezonie 1958/1959 podpisał kontrakt z Deportivo La Coruña. W następnym roku przeniósł się do Realu Madryt, gdzie grał na pozycji skrzydłowego. W Realu zadebiutował w meczu Pucharu Europy z Anderlechtem, który zakończył się remisem 3-3. W lidze hiszpańskiej zadebiutował w meczu z Betisem w Sewilli. W 1964 wraz z Realem dotarł do finału Pucharu Europy, aby przegrać z SL Benfica. W swoich pierwszych sześciu sezonach w Madrycie wywalczył sześć mistrzostw Hiszpanii.
Dla reprezentacji Hiszpanii rozegrał 42 mecze, debiutując w spotkaniu z Rumunią. Zwyciężył ME w 1964. Zdobył decydującego gola w meczu półfinałowym z Węgrami pięć minut przed końcem spotkania.
Zakończył karierę w 1976, po tym, jak otrzymał czerwoną kartkę w meczu Pucharu Europy przeciwko Bayernowi Monachium.

## Sukcesy

### Real Madryt
- Mistrzostwo Hiszpanii: 1963, 1964, 1965, 1967, 1968, 1969, 1972, 1975, 1976
- Copa del Generalísimo: 1970, 1974, 1975
- Puchar Europy: 1966

### Reprezentacja Hiszpanii
- Mistrzostwo Europy: 1964

### Indywidualne
- Trofeo Pichichi: 1969, 1970
- Złota Piłka: 1964 (3. miejsce)